# Großdingharting
Großdingharting ist ein Gemeindeteil von Straßlach-Dingharting im oberbayerischen Landkreis München.

## Lage
Das Pfarrdorf liegt auf freier Flur inmitten des Gemeindegebietes und ist über die Kreisstraße M 5 zu erreichen.

## Geschichte
In Großdingharting ist seit 1165 ein eigener Edelsitz überliefert. Im Jahr 1306 war die Hauptmahlstätte des Gerichts Wolfratshausen in Großdingharting.
Im 14. Jahrhundert gibt es in Großdingharting eine „Landschranne“ (Gerichtsgebäude), die im 15. Jahrhundert nach Perlach verlegt wird.
Am 1. Mai 1978 wurden die bis dahin selbstständigen Gemeinden Dingharting (mit Großdingharting und Kleindingharting und diversen kleineren Ortsteilen) und Straßlach zur neuen Gemeinde Straßlach (ab 1989 Straßlach-Dingharting) zusammengeschlossen.

## Baudenkmäler
- Katholische Pfarrkirche St. Laurentius. Die Großdinghartinger Dorfkirche steht auf den Fundamenten eines alten Römerturmes. Sie wurde von Jörg Fußsteiner gestiftet und von Jörg Ganghofer erbaut, der auch die Münchner Frauenkirche errichtete. Der Bau wurde im Jahre 1492 vollendet. Die Kirche hat zwei sogenannte „Asylkreuze“: Ein zum Tode Verurteilter durfte versuchen, sich vom zwischen Großdingharting und Beigarten gelegenen Galgenberg bis zur Kirche durchzuschlagen. Wenn es ihm gelang, eines der beiden Kreuze zu berühren, dann war er frei.

## Persönlichkeiten
- Eugen Graber (* 1944 in Großdingharting), Politiker der CSU